# 泰尔道
泰尔道是德国梅克伦堡-前波美拉尼亚州的一个市镇。总面积27.34平方公里，总人口980人，其中男性564人，女性416人（2011年12月31日），人口密度36人/平方公里。